# 埃爾默·麥科勒姆
埃爾默·麥科勒姆（Elmer Verner McCollum，1879年3月3日－1967年11月15日）是一位美國生化學家，以飲食對健康的影響方面的研究而著稱。麥科勒姆也因在美國建立了第一個用於營養研究的大鼠群而聞名。《時代雜誌》稱他為「維生素博士」。他的原則是，「吃過應該吃的東西後，再吃你想吃的東西。」
在維生素未被發現的時代中，他試圖回答問題以下問題：「飲食中有多少必需品，以及它們是什麼？」他和瑪格麗特·戴維斯於1913年發現了第一種維生素，即維生素A。麥科勒姆還幫助發現了維生素B和維生素D，並研究了飲食中微量元素的影響。
作為威斯康辛州和後來在約翰霍普金斯大學的研究人員，麥科勒姆在某種程度上是應乳業的請求。當他說牛奶是「最具保護性的食物」時，美國的牛奶消費量在1918年至1928年間翻了一番。麥科勒姆還提倡食用綠葉蔬菜，這觀念在當時尚沒有任何產業支持。麥科勒姆在他1918年的醫學教科書中寫道（最初的標題是《營養的更新知識》），奶素飲食是「當飲食計劃得當時，作為人類營養最令人滿意的方案。」

### 發現維生素A
在威斯康辛大學時期，他和瑪格麗特·戴維斯於實驗中給老鼠餵食純蛋白質、碳水化合物（乳糖、麥芽糊精和/或澱粉），並加入少量洋菜和六七種鹽類混合物。老鼠在70至120天的時間裡長大了，然後停止生長。牠們外表看起來很健康，除了母老鼠沒有足夠的乳汁來哺育幼鼠之外。他們在老鼠生長停滯的階段，成功地藉由添加少量的蛋或奶油提取物，恢復約三十隻老鼠正常狀態。他們逐漸認為，若沒有蛋或奶油提取物中的某種物質，老鼠是無法生長的，即使它們看起來很健康。
他們得出結論，「某些食物中的特定輔助物質對於延長正常生長時間是必不可少的」。他們還發現這種食物因子存在於苜蓿葉的提取物和內臟肉類中。麥科勒姆稱之為「因子A」，即後來的維生素A。

### 發現維生素B
麥科勒姆和戴維斯對大鼠飲食的實驗在1915年發現抗神經炎物質與水溶性因子B（即後來的維生素B群）是相同的。「水溶性的輔助物質與奶油所提供的輔助物質並不相同。添加20%的奶油油脂不會引起任何生長，除非同時加上其他輔助物質。」他後來發現維生素B實際上是由許多不同的化合物組成。在1916年，麥科勒姆和康尼莉亞·肯尼迪（Cornelia Kennedy）為這些因子命名了字母。

### 約翰斯霍普金斯大學時期
1917年，洛克菲勒基金會在約翰斯·霍普金斯大學建立了一個新的化學衛生部門，提名麥科勒姆所長和教授的職位，儘管他差一點沒有得到這份工作。新學校的助理主任威廉·豪爾說：“關於提名您為教授，我們只有一個疑慮，麥科勒姆。您看起來如此虛弱。”麥克倫姆身高六英尺，但體重僅127磅。
麥科勒姆於1920年當選為美國國家科學院院士。他於1945年成為名譽教授。同年，他當選為美國哲學協會會員。
在約翰斯·霍普金斯大學的二十五年多的時間裡，麥科勒姆發表了約150篇論文。他的研究主要集中在氟和預防蛀牙、維生素D和E，以及營養中一系列微量礦物質的影響，包括鋁、鈣、鈷、磷、鉀、錳、鈉、鍶和鋅。
麥科勒姆與美國食品管理局合作，幫助那些在第一次世界大戰後歐洲饑餓的人們。他在美國西部所有主要城市進行演講巡迴，麥科勒姆解釋道，美國人的飲食品質很差，最好吃內臟肉類（而不是肌肉），少吃馬鈴薯和糖。
1. ↑  . Time. 1951-09-24  [2024-05-06]. ISSN 0040-781X. （原始内容存档于2024-05-06） （美国英语）.
2. 1 2  foodNEXT, 食力. . 食力 foodNEXT.   [2024-05-06]. （原始内容存档于2024-05-06） （中文（臺灣））.
3. ↑  . publichealth.jhu.edu.   [2024-05-06]. （原始内容存档于2024-05-07） （英语）.
4. ↑  Kruse, H. D. . Bulletin of the New York Academy of Medicine. 1961-04, 37 (4)  [2024-05-06]. ISSN 0028-7091. PMC 1804669 . PMID 13754631. （原始内容存档于2023-01-08）.
5. ↑  Mccollum, E. V. . 1917-01-01  [2024-05-06]. doi:10.1177/000271621707400114. （原始内容存档于2024-05-06）.
6. ↑  University of California, Elmer Verner. . New York, The Macmillan company http://archive.org/details/newerknowledgen02mccogoog. 1918. 缺少或|title=为空 (帮助)
7. ↑  McCollum, E.V.; Davis, Marguerite. . Journal of Biological Chemistry. 1913-07, 15 (1). ISSN 0021-9258. doi:10.1016/s0021-9258(18)88553-2.
8. ↑  McCollum, Elmer Verner. . Lawrence: University of Kansas Press. 1964.
9. ↑  . The Journal of Nutrition. 1970-01-01, 100 (1). ISSN 0022-3166. doi:10.1093/jn/100.1.1.
10. ↑  McCollum, E.V.; Davis, Marguerite. . Journal of Biological Chemistry. 1915-11, 23 (1). ISSN 0021-9258. doi:10.1016/s0021-9258(18)87611-6.
11. ↑  McCollum, E.V.; Kennedy, Cornelia. . Journal of Biological Chemistry. 1916-04, 24 (4). ISSN 0021-9258. doi:10.1016/s0021-9258(18)87532-9.